# 장진호 전투의 전투 서열
다음은 6.25 전쟁에서 1950년 11월 27일부터 같은 해 12월 13일까지 벌어진 장진호에서의 전투에 참가한 각 진영의 전투 서열의 목록이다.

## 유엔군
총사령관: 육군 원수(GA) 더글라스 맥아더
- 지휘부: 제9(X)군단 - 군단장: 에드워드 M. "네드" 알몬드 중장

- 제1해병사단
- 제3보병사단
- 제7보병사단

### 미국 해병대
지휘부: 제1해병사단 - 사단장 올리버 P. 스미스 소장
- 제1헌병중대
- 제1수색중대
- 영국 왕립해병대 제41독립코만도 (배속됨)
- 제1해병연대
  - 제1해병연대, 1대대
  - 제1해병연대, 2대대
  - 제1해병연대, 3대대
    - 3대대, G중대 - 태스크포스 드라이스데일에 배속됨.
- 제5해병연대
  - 제5해병연대, 1대대
  - 제5해병연대, 2대대
  - 제5해병연대, 3대대
- 제7해병연대
  - 제7해병연대, 1대대
  - 제7해병연대, 2대대
  - 제7해병연대, 3대대
- 제11해병연대
  - 제11해병연대, 1대대
  - 제11해병연대, 2대대
  - 제11해병연대, 3대대
  - 제11해병연대, 4대대 - 연대별로 한개 포대가 배속됨.
- 제1모터수송대대
- 제1전차대대
  - B중대
  - D중대 - 태스크포스 드라이스데일에 배속됨.
- 전투강습대대
- 제1공병대대
- 제1의무대대
- 제1병기대대 - 각 연대에 분견대가 배속됨.
- 제1근무대대 - 각 연대에 분견대가 배속됨.
- 제1해안대대
- 제1통신대대 - 각 연대에 분견대가 배속됨.

### 미국 육군
- 제3보병사단
  - 제7보병연대
    - 제1대대
    - 제2대대
    - 제3대대
    - 제10기갑야전포병대대

  - 제15보병연대
    - 제1대대
    - 제2대대
    - 제3대대
    - 제58기갑야전포병대대

  - 제65보병연대
    - 제1대대
    - 제2대대
    - 제3대대
    - 제39기갑야전포병대대
    - 제10공병전투대대, B중대
    - 제10공병전투대대, C중대
- 제7보병사단
  - 제17보병연대, 1대대
  - 제31연대전투단(태스크포스 맥라렌/태스크포스 페이스)
    - 제31보병연대, 중박격포중대
    - 제31보병연대, 의무중대
    - 제31보병연대, 1대대 - B중대는 태스크포스 드라이스데일를 지원.
    - 제31보병연대, 3대대
    - 제32보병연대, 1대대 - 중령 돈 C. 페이스
    - 제15대항공기포병자동무기대대, 1개 소대

  - 제32보병연대
    - 제3대대

  - 제7보병사단 포병대
    - 제31야전포병대대
    - 제48야전포병대대
    - 제49야전포병대대
    - 제51야전포병대대

### 태스크포스 드라이스데일
태스크포스 드라이스데일/영국 왕립해병대 제41독립코만도 - 중령 더글라스 B. 드라이스데일
- 본부병대
- 제31보병연대, 1대대 B중대
- 제1전차대대, D중대
- 제1해병연대, G중대

### 태스크포스 도그
준장 아르미스테드 D. 미드
- 제3보병사단, 분견대 본부 (전술 지휘소에서 온 분견대)
- 제7보병연대, 3대대
- 제92기갑야전포병대대 (155 mm 자주포)
- 제52트럭수송대대
- 제10공병전투대대, A중대
- 제73공병전투대대, A중대
- 제3수색중대, 3소대
- 제3대항공기포병자동무기대대, 본부분견대
- 제3보병사단 병기폭발물해제부대, 분견대
- 제3보병사단 통신중대
- 전술항공관제반, 분견대
- 제65연대전투단, G중대 (종합지원)
- 제999야전포병대대 (종합지원증원)

### 항공부대
지휘부: 극동공군 - 사령관: 조지 E. 스트레이트메이어 중장
- 미국 공군 제5공군 - 사령관: 얼 패트리지 소장
  - 제374병력수송비행단
    - 제21병력수송비행대대
    - 제61병력수송비행대대
- 미국 해병대 MAG-33
  - VMO-6
  - VMR-152
  - VMF-212
  - VMF-214
  - VMF-323
  - VMF(N)-513
  - VMF(AW)-542
  - MTACS-2

### 해상부대
지휘부: 제7함대
- 제7함대 태스크포스 77
- 극동해군 태스크포스 90

### 대한민국
- 제1군단 - 군단장: 소장 김백일
  - 수도사단 - 사단장: 준장 이종찬
  - 제3사단 - 사단장: 준장 송요찬
- 대한민국 해병대 제1연대 - 제1해병사단에 배속됨.
- 경찰 화랑부대 - 제5해병연대 3대대에 배속됨.[1]
- 재일학도의용군 - 미국 제3, 7보병사단에 배속됨.[2]

## 중국인민지원군: 제9집단군
장진호 전투에 참전한 제9집단군은 사령관과 정치위원 직책을 겸임하였던 쑹스룬이 지휘하였다.
- 제20군
  - 제58사단: 제172, 173, 174연대
  - 제59사단: 제195, 176, 177연대
  - 제60사단: 제178, 179, 180연대
  - 제89사단[fn 1]
- 제26군
  - 제76사단: 제226, 227, 228연대
  - 제77사단: 제229, 230, 231연대
  - 제78사단[fn 2] : 제232, 233, 234연대
  - 제88사단[fn 2][fn 1]: 제262, 263, 264연대
- 제27군
  - 제79사단: 제235, 236, 237연대
  - 제80사단: 제238, 239, 240연대
  - 제81사단: 제241, 242, 243연대
  - 제94사단[fn 1]: 제280, 281, 182연대

### 내용주
1. 1 2 3  제30군에서 배속함.
2. 1 2  전투에는 참가하지 못했다.

### 참조주
1. ↑  “장진호 전투의 경찰 영웅들”. 재일학도의용군 나라사랑기념관. 2019년 6월 7일. 2023년 7월 1일에 확인함.
2. ↑  “장진호 전투”. 주요 참전전투 및 전적지. 재일학도의용군 나라사랑기념관. 2023년 7월 1일에 확인함.

## 자료
- Simmons, Edwin H. (2002). 《Frozen Chosin: U.S. Marines at the Changjin Reservoir》 (PDF). Marines in the Korean War Commemorative Series (미국 영어). United States Marine Corps. ISBN 0160511682. 2018년 7월 1일에 확인함.